# Chris Sabin
Josh Harter (4 de febrero de 1982), más conocido por su nombre artístico Chris Sabin, es un luchador profesional estadounidense que actualmente trabaja para WWE. Es muy conocido por haber competido en Total Nonstop Action Wrestling (TNA), y junto a Alex Shelley, formaron el legendario equipo llamado Motor City Machine Guns.
También hizo apariciones en Ring of Honor (ROH), además de las ligas en Japón, principalmente en las promociones como New Japan Pro Wrestling y Pro Wrestling ZERO1-MAX.
Durante su carrera, Harter ha sido una vez Campeón Mundial, al ganar el Campeonato Mundial Peso Pesado de TNA en una ocasión. También ha ganado el Campeonato de la División X de la TNA/Impact en diez ocasiones, siendo el luchador que más veces lo ha ganado y ha sido tres veces Campeón Mundial en Parejas de la TNA/Impact Wrestling junto a Shelley, siendo el sexto Campeón de las Tres Coronas. Fuera de TNA, ha sido una vez Campeón Peso Pesado Junior en Parejas de la IWGP con Shelley, una vez Campeón Peso Abierto en Parejas de STRONG de la NJPW con Shelley y una vez Campeón Mundial en Parejas de ROH también junto a Shelley. Además, fue considerado por la Pro Wrestling Illustrated la Pareja del año 2010 y la Wrestling Observer Newsletter les clasificó como la octava mejor pareja de la década 2000-2009.

## Vida personal
Su nombre artístico proviene del personaje "Sabin Rene Figaro" del videojuego Final Fantasy VI (llamado originalmente en los Estados Unidos "Final Fantasy III", pero más tarde al hacer la edición de Game Boy Advance fue "Final Fantasy VI Advance").
Sabin hizo su aparición junto a Alex Shelley en MTV en el programa "Made" entrenando y convirtiendo a un chico gay de un coro en luchador profesional, en el tiempo de seis semanas.

## Carrera
Harter comenzó entrenando para ser luchador en Míchigan en la NWA Great Lakes Pro Wrestling School. Después de la escuela empezó a sufrir dificultades, y viajó a Windsor, Ontario y completó su entrenamiento gracias a Scott D'Amore y "Amazing" N8 Mattson en la Can-Am Wrestling School. Harter debutó en el 2000 después de cuatro meses entrenando como Chris Sabin, y comenzó a trabajar para Scott D'Amore en su compañía Border City Wrestling y para promociones independientes en Míchigan.

### Pro Wrestling ZERO-1 MAX

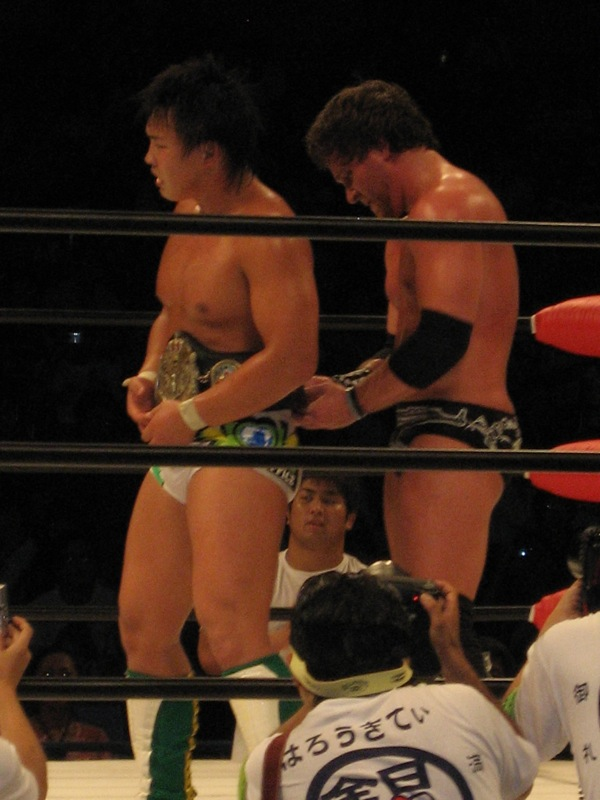
Sabin después de ser derrotado por el Campeonato Mundial Junior Peso Pesado de la AJPW ante Katsuhiko Nakajima.

El 25 de agosto, en el show Korauken Hall's ZERO-1 MAX, Sabin y Alex Shelley se convirtieron en ZERO-1 MAX International Lightweight Tag Team Champions, cuando vencieron a los entonces campeones, Ikuto Hidaka y Minoru Fujita. Desde entonces, la Pro Wrestling Guerrilla los ha descrito como un equipo, Sabin y Shelley que lucharon como tal por los títulos PWG World Tag Team en su tercer combate en la compañía en su tercer combate como equipo. En definitiva perdieron la oportunidad para ganar estos cinturones.

### Total Nonstop Action Wrestling (2003-2014)

#### 2003
Sabin firmó con la Total Nonstop Action Wrestling en 2003 como un heel y ganó el TNA X Division Championship. Su reinado acabó después de tres meses cuando perdió ante Michael Shane en el primer Ultimate X match el 20 de agosto de ese mismo año.
El 3 de septiembre de ese año, Sabin, como un face, ganó el 2003 Super X Cup, de este modo se convirtió en el aspirante número uno par el X Division Championship. Recuperó el X Division Championship el 7 de enero de 2004, derrotando a Shane, Christopher Daniels y Low Ki en el segundo Ultimate X match. Perdió automáticamente su título el 26 de marzo de 2004 después de una lesión de rodilla que le dejó incapacitado para defenderlo.

#### 2004-2005
Después del regreso de la lesión, Sabin tuvo parte en el World X Cup en mayo de 2004, formando Team USA con Jerry Lynn, Christopher Daniels y Elix Skipper. El 26 de mayo, Team USA derrotó a Team México, Team Canada y Team Japan en un evento de PPV de dos horas en el cual vieron a los equipos luchar uno contra otro en una variedad de combates. Las finales vieron a Sabin combatir al canadiense Petey Williams y el mexicano Héctor Garza en un Ultimate X match, el cual Sabin ganó cuando recibió una "X" grande y roja, que estaba colgada encima del ring por unos cables de acero
El resto del 2004, Sabin fue contendiente para el X Division Championship. Ganó otro Ultimate X el 9 de noviembre para tener a tiro el título de Petey Williams. Cuando faltaba poco para el encuentro, se logró colocar en un ángulo donde Sabin fue capaz de esquivar el Canadian Destroyer de Williams en su propio finisher; Cradle Shock. En Turning Point 2004. el 5 de diciembre, de cualquier modo, Williams fue capaz de asegurar la victoria con la ayuda de un par de puños estadounidenses. Sabin tuvo otra oportunidad por el título en Final Resolution el 16 de enero de 2005, en Ultimate X match con Williams y A.J. Styles. Styles ganó el combate y el título cuando arrancó el título de las manos de Williams and Sabin mientras que estaban en las cuerdas X.
A mediados de 2005, Sabin enfeudó con Michael Shane, por ahora luchando como Matt Bentley. En septiembre de 2005 él empezó un feudo con Shocker que estaba killed cuando Shocker fue incapaz de volver de México para su combate programado en Unbreakable el 11 de septiembre.

#### 2006
En 2006, Sabin frecuentemente hizo pareja con Sonjay Dutt, con gran efecto, derrotando a Team Canada en un #1 Contenders Tag Team Tournament en TNA iMPACT!. De cualquier modo en el evento PPV de Against All Odds Sabin y Dutt fueron derrotados por Chris Harris y James Storm (America's Most Wanted) en un combate por los NWA World Tag Team Championships. El 11 de marzo, Chris Sabin derrotó a Alex Shelley y Sonjay Dutt en un 3-way match para representar ambos USA en el "International X Division Showcase" en Destination X 2006 también como uniéndose a Jay Lethal en Team TNA en el oportuno World X Cup Tournament. Más tarde en el mes, Sabin fue hospitalizado con una severa conmoción después de tomar cuatro derribos a la cabeza durante el programa por la promoción Northeast Wrestling (NEW) el 25 de marzo en Bristol, Connecticut. Él fue liberado después de someterse a un CAT scan. Sabin actuó como el capitán de Team USA en World X Cup 2006, derrotando a Puma de Team México, mereciéndose 3 puntos, y el 18 de mayo, derrotando a Petey Williams en un sudden death tiebreaker singles match, ganando el World X Cup para Team USA.
En la edición del 1 de junio de 2006 de TNA iMPACT!, Sabin corrió hasta el ring para aclarar a Alex Shelley y Kevin Nash, los cuales estuvieron atacando a Jay Lethal en otra de las palizas X División de Nash. Nash evitó una confrontación física con Sabin, solo para ser retado a un combate contra Sabin en Slammiversary 2006 el cual Nash fue capaz de ganar.
Tiempo después se convietió en el contendiente número 1 por el TNA X Division Championship tras derrotar a Alex Shelley en TNA Hard Justice 2006. Sabin se quedó en un ángulo con los luchadores de la X-Division para promover la película Jackass: Number Two imitando algunas de sus escenas en concurridas ocasiones en los shows de la X-Division, algo que Senshi desaprobaba. Desde entonces, Sabin tuvo a tiro el campeonato de Senshi varias veces. El 22 de octubre del 2006, consiguió al fin derrotar a Senshi después de un cradle para convertirse en campeón por tercera vez en el PPV Bound for Glory 2006. El 2 de noviembre del 2006 en la edición de TNA iMPACT!, perdió el título ante A.J. Styles en el torneo Fight for the Right.
Antes de la pelea, Sabin dio muestras de convertirse en heel, cuando expresó su desdén por ser el pionero de la X-Division, y también de face, cuando Jerry Lynn dijo que era el foco de esa división en una entrevista con Christy Hemme. Sabin completó su cambio a heel dos semanas después cuando denegó la ayuda a la estrella de la X-Division, Sonjay Dutt para ayudarle con Samoa Joe.Chris intentó desafiar a Christopher Daniels en Genesis por el título, pero falló su intento. Después de ganar una triple amenaza contra Sonjay Dutt y Jay Lethal por ser el contendiente nº 1, tuvo una vez más la oportunidad de desafiar a Daniels en Turning Point. pero la perdió después de BME.

#### 2007

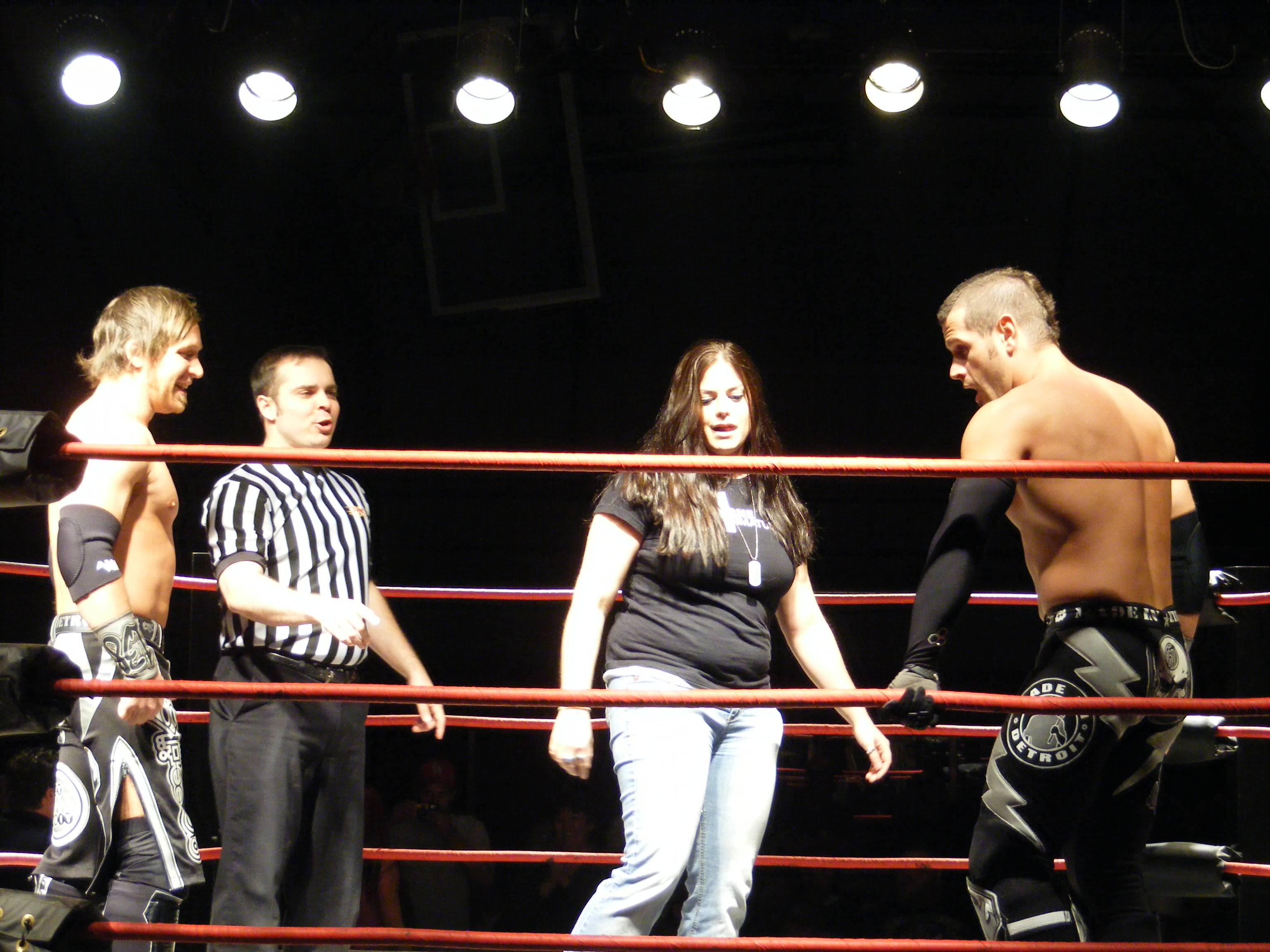
Chris Sabin (izquierda) y Alex Shelley (derecha) como Motor City Machine Guns.

En Final Resolution 2007, Sabin arrebató el X Division Championship al entonces campeón Christopher Daniels en un triple threat match en el cual también participó Jerry Lynn. Sabin tuvo un feudo con Lynn, en el cual ponía su título en juego. Sabin derrotó a Lynn en Against All Odds 2007.
En TNA Destination X, Sabin derrotó a Jerry Lynn en una serie del mejor de tres combates para retener el X - Division Championship. De todas formas, después del combate, un hombre enmascarado aplicó The Angel's Wings en Sabin y le golpeó a Lynn en la cabeza con el cinturón del campeón. Se descubrió que el hombre era Christopher Daniels
En el episodio del 12 de abril de TNA IMPACT! fue anunciado que Chris Sabin tenía que enfrentar a Alex Shelley, Sonjay Dutt, Jay Lethal, y Shark Boy en el PPV de abril de TNA; Lockdown 2007 en St. Louis. En Lockdown Chris Sabin retuvo el título contra Alex Shelley, Sonjay Dutt, Jay Lethal, y Shark Boy en un Six Sides of Steel Xscape match.

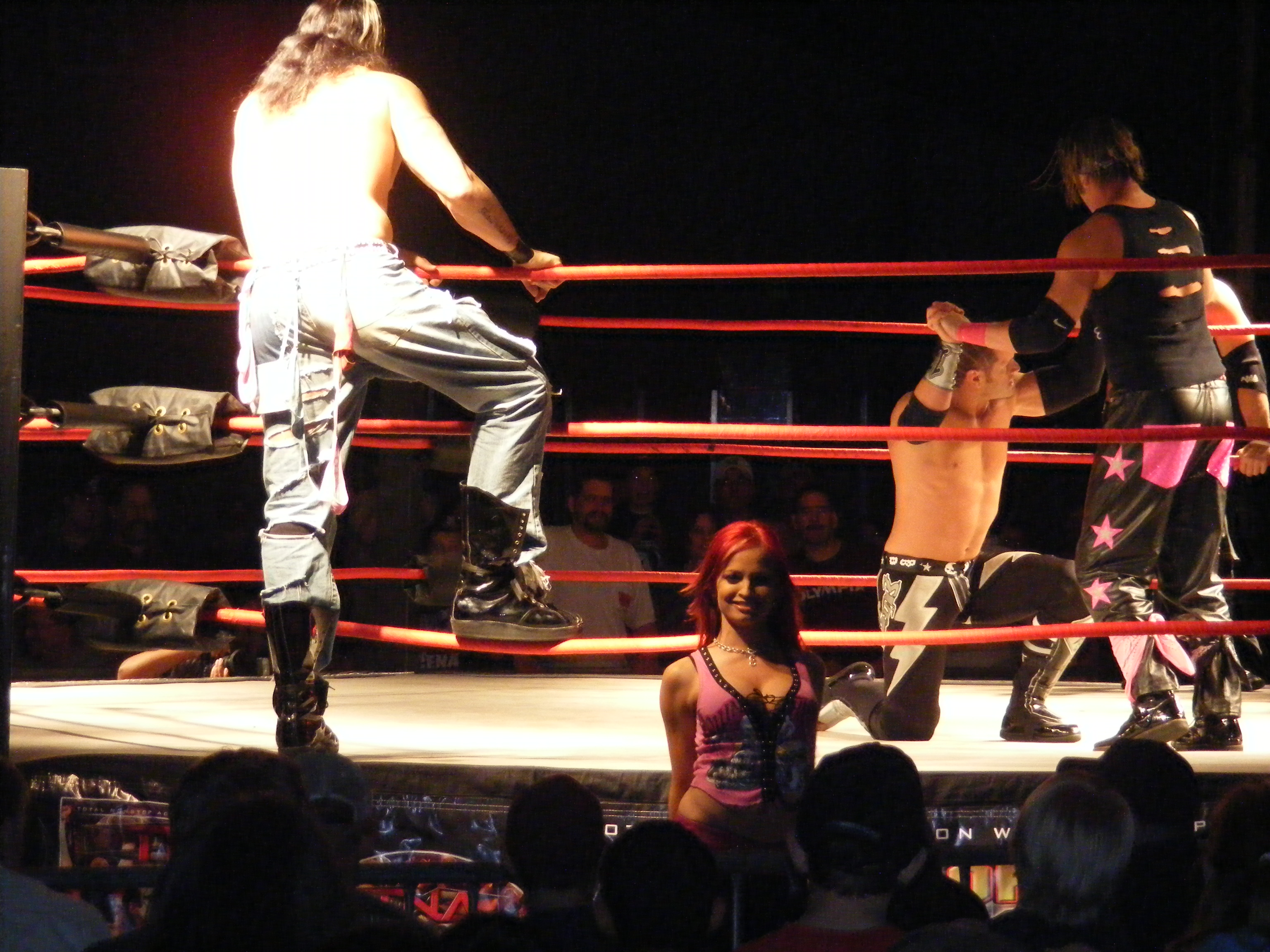
Motor City Machine Guns luchando contra Rock n' Rave Infection en un house show de la TNA.

En Sacrifice, él retuvo su title contra Sonjay Dutt, y Jay Lethal, por hacerle la cuenta a Sonjay Dutt.
Chris Sabin y Alex Shelley han formado una pareja ocasional en TNA conocido como Motor City Machine Guns (conocidos como los Murder City Machine Guns en ROH). Ellos trabajaron para VKM debajo de la caída en dos minutos de la edición de iMPACT.
Chris perdió su título ante Jay Lethal en Slammiversary cuando Lethal aplicó un Diving Elbow Drop. Sabin obtuvo la revancha en Impact contra Lethal y otro competidor, Samoa Joe. Joe ganó el combate y el título.
Sabin había empezado a luchar recientemente como una pareja en TNA con Alex Shelley. Los dos habían hecho pareja en varias promociones independientes con los nombres de Murder City Machine Guns y Motor City Machine Guns por el hecho de que ambos Sabin & Shelley provienen de Detroit, Míchigan.
Sabin y Shelley habían empezado un feudo recientemente con Team 3D, transformándose en face. Ellos derrotaron a 3D en Genesis 2007. El feudo se vino abajo y no estuvieron en acción contra Team 3D desde que ganaron en una pelea callejera en una PPV de TNA.

#### 2008

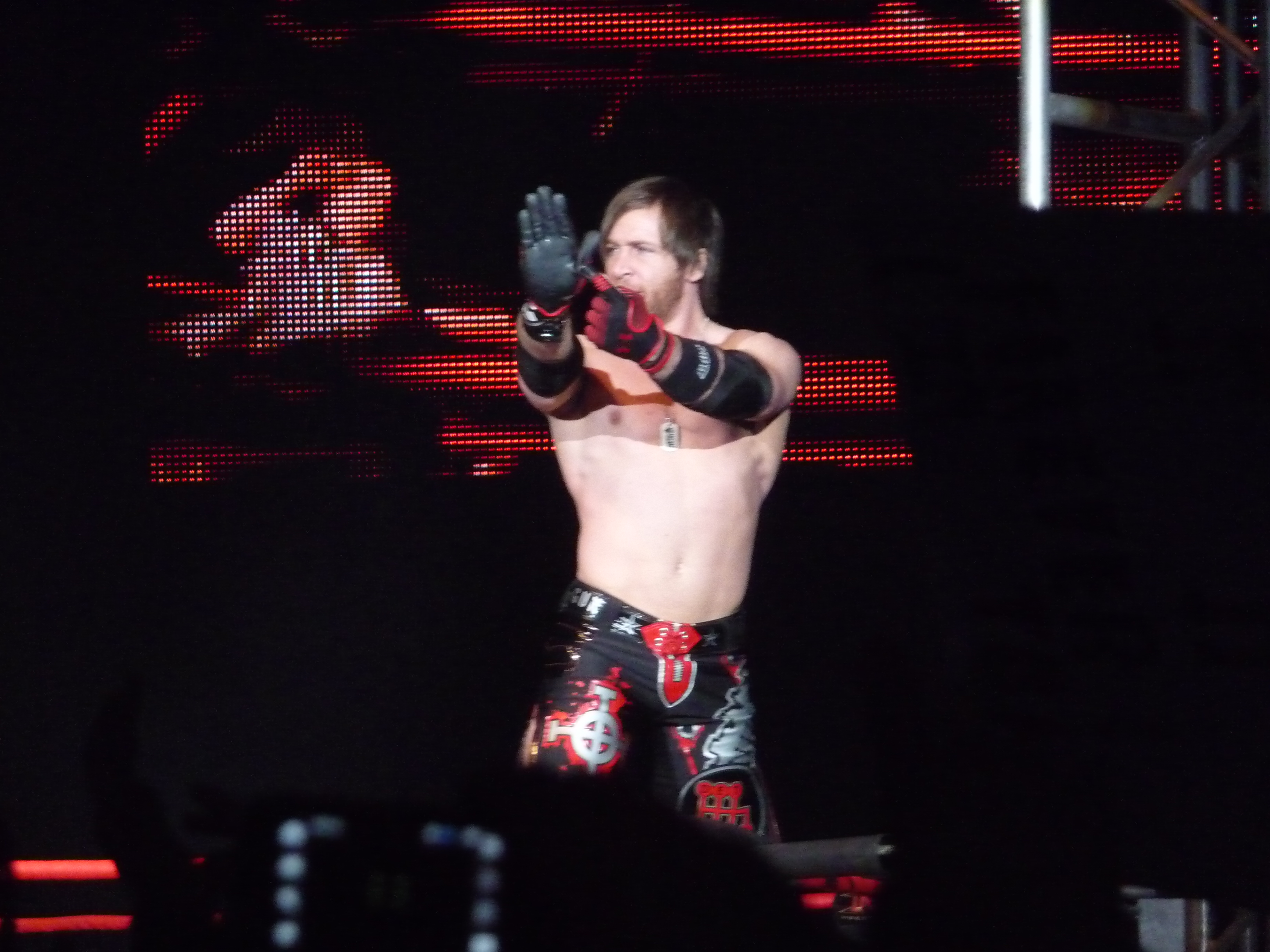
Sabin haciendo su pose característica en 2010.

En Bound for Glory IV participó en la lucha llamada Steel Asylum, de donde salió derrotado.

#### 2009-2010
En Genesis luchó por el Campeonato de la División X de la TNA contra su compañero Alex Shelley después de ganar en un torneo a Sonjay Dutt y Kiyoshi, perdiendo el combate del PPV. Posteriormente, en Against All Odds, se enfrentó y perdió frente a Brutus Magnus. Después, en Destination X participó en un Ultimate X match junto a Shelley, Jay Lethal, Consequences Creed y Suicide con el Campeoanto de la División X de la TNA en juego, ganando la pelea Suicide.
En Lockdown, Shelley & Sabin lograron retener con éxito el Campeonato Junior Peso Pesado en Parejas de la IWGP frente a The Latin American Xchange y No Limit. En Turning Point se enfrentaron a los Campeones Mundiales en Pareja de la TNA The British Invasion (Brutus Magnus & Doug Williams) y Beer Money, Inc. (Robert Roode & James Storm), pero retuvieron los campeones y en Final Resolution se enfrentaron a British Invasion, pero no lograron ganar. Tras esto, empezaron un feudo con Generation Me al ser derrotados por ellos en su debut el 4 de enero, enfrentándose en un Ultimate X match en Destination X por una oportunidad por el Campeonato Mundial en Parejas de la TNA, ganando Shelley & Sabin. Tras retenerla en dos ocasiones ante Team 3D, se enfrentaron en iMPACT a Matt Morgan & Amazing Red, reteniendo Morgan & Red. En Lockdown se enfrentaron en un Xcape Match ante Brian Kendirkc y Homicide, ganando Homicide al escapar de la estructura. Tras esto, empezaron un breve feudo con Beer Money, enfrentándose en Sacrifice a ellos y a Team 3D por una oportunidad por el Campeonato Mundial en Parejas, ganando la lucha.
Tras esto, debido a que Eric Bischoff dejó vacante el título, Shelley & Sabin lucharon en Victory Road contra los ganadores de un torneo para determinar a los retadores, ganando Beer Money. Ambos equipos se enfrentaron en el evento por los títulos, ganando The Motor City Machine Guns, ganando su primer título en parejas. Tras esto, ambas parejas se enfrentaron durante un mes en un Best of Five Series match, enfrentándose en un Ladder match, Street Fight match, Steel Cage match y Ultimate X Match, ganando Beer Money os dos primeros y The Motor City Machine Guns los dos segundos. A causa del empate, ambas parejas se enfrentaron el 12 de agosto en The Whole F*n Show en un 2 out 3 Falls match con los títulos en juego, ganando The Motor City Machine Guns el encuentro.
Tras esto, empezaron un feudo con London Brawling (Magnus & Desmond Wolfe), pero en No Surrender defendieron los títulos ante Generation Me, ya que Wolfe no pudo luchar por enfermedad. Tras retener los títulos, Generation Me cambió a heel, atacando a The Motor City Machine Guns, empezando un feudo que les llevó a una lucha en Bound for Glory, donde Generation Me fueron derrotados. Tras esto, aceptaron el reto de Team 3D de tener una última lucha frente a ellos antes de retirarse, la cual se dio en Turning Point, ganando los campeones. Tras esto, continuaron su feudo con Generation Me, peleándose en Reaction en la Impact Zone. Finalmente, ambas parejas se enfrentaron en Final Resolution en un Full Metal Mayhem match, el cual fue ganado por The Motor City Machine Guns.

#### 2011-2014
En ese mismo evento, Beer Money, Inc. ganaron una oportunidad por el Campeonato Mundial en Parejas de la TNA, empezando un feudo con The Motor City Machine Guns, enfrentándose en Genesis, donde Beer Money les derrotó, ganando los títulos. Luego junto con Alex Shelley perdieron la revencha. Después se separó de Shelley debido a una lesión, desapareciendo de la televisión. Participó en Lockdown en un Xcape match por una oportunidad por el Campeonato de la División X, pero fue eliminado. El 28 de abril se enfrentó al miembro de Mexican-America Anarquía, lesionándose en esa lucha. Después del combate, fue atacado por Anarquía y el resto de miembros (Hernández, Sarita & Rosita), siendo salvado por Shelley.
Después de estar un año inactivo, hizo su regreso el Sabin hizo su regreso en Impact Wrestling el 5 de abril de 2012, derrotando a Mexican America, aplicándole Sabin su "Cradle Shock" a Anarquía. Tras esto, retaron a los Campeones Mundiales en Parejas Samoa Joe & Magnus por los títulos, a lo cual aceptaron. En Lockdown, ambas parejas se enfrentaron en un Steel Cage match, pero fueron derrotados. El 29 de mayo, Shelley abandonó TNA al no querer renovar su contrato, por lo que la pareja se disolvió, volviendo Sabin a luchar individualmente. Tuvo su primer combate tras la ruptura de los Guns el 31 de marzo, en el primer Impact Wrestling en directo, perdiendo ante Austin Aries en una lucha por el Campeonato de la División X. El 14 de junio, se enfrentó a Aries y a Zema Ion en un Ultimate X por el Campeonato de la División X, durante el que sufrió una torcedura del tendón interior, quedando inactivo de seis meses a un año.
El 5 de julio, Chris Sabin hizo su regreso a Impact Wrestling, en un segmento donde se dirige al público, exponiendo su situación como lesionado y futuro en el wrestling, pero fue interrumpido por el campeón Mundial Peso Pesado Bobby Roode, quien le atacó hasta que Austin Aries le salvó. Al día siguiente, se sometió a cirugía.
Chris Sabin hizo su regreso en la edición de Impact Wrestling del 2 de mayo de 2013, derrotando a Sonjay Dutt y Zema Ion obteniendo una lucha por el Campeonato de la X Division. En Slammiversary XI derrotó a Kenny King y Suicide en un Ultimate X Match ganando por quita vez el Campeonato de la División X. Tras su victoria, Hulk Hogan apareció y dijo que la Opción C seguía vigente, por lo que en Destination X, el campeón de la División X podía retar al Campeón Mundial Peso pesado. El 20 de junio debió defender el título contra Kenny King y Suicide, llevándose Suicide la victoria y el título, sin embargo más tarde se reveló que este Suicide era un impostor y su verdadera identidad era Austin Aries. Sin embargo, la semana siguiente, el 29 de junio, recuperó el título en un combate contra Aries y Manik, dejándolo vacante al poco tiempo para obtener una oportunidad por el Campeonato Mundial Peso Pesado.
El 18 de julio en Impact Wrestling: Destination X, logró derrotar a Bully Ray ganando el Campeonato Mundial de Peso Pesado de la TNA. Sin embargo, lo perdió ante Ray el 15 de agosto en Hardcore Justice. El 19 de septiembre en Impact Wrestling, acompañó a Manik en una lucha contra Jeff Hardy, ganando este último, sin embargo tras el combate Sabin atacó a Manik convirtiéndose en Heel, la semana siguiente Sabin enfrentó a Manik por el Campeonato de la X Division pero fue derrotado, tras la lucha Sabin atacó a Manik nuevamente, pero Austin Aries acudió a ayudar a Manik. En Bound for Glory, ganó un Ultimate X con Samoa Joe, Hardy, Manik y Aries, ganando el Campeonato de la División X por séptima vez. Lo perdió el 23 de noviembre (emitido el 12 de diciembre) ante Austin Aries, pero lo recuperó el 5 de diciembre (emitido el 2 de enero). En Genesis, Aries increpó a Sabin por usar a su novia Velvet Sky para ganar sus combates, por lo que ese mismo día lucharon (la lucha fue emitida la semana siguiente) por el título, con Velvet en una jaula para que Sabin no la hiciera nada. Aries derrotó a Sabin y Sky le dejó por perder el combate. Tras esto, empezó un feudo con Sky durante la gira de TNA por Reino Unido, aliándose con la luchadora Alpha Female. El 9 de mayo de 2014, Sabin abandonó TNA.

### Regreso a Impact Wrestling (2019-presente)
El 21 de marzo de 2019, Sabin regresó a Impact Wrestling (anteriormente era conocido como TNA) para trabajar como productor.  El 18 de julio de 2020 en Slammiversary, Sabin regresó a luchar junto a Alex Shelley como The Motor City Machine Guns derrotando a The Rascalz después de responder a su desafío abierto. Más tarde en la noche, The Motor City Machine Guns desafió a The North (Ethan Page & Josh Alexander) por el Campeonato Mundial en Parejas de Impact para el próximo episodio de Impact!.

## Campeonatos y logros
- WWE

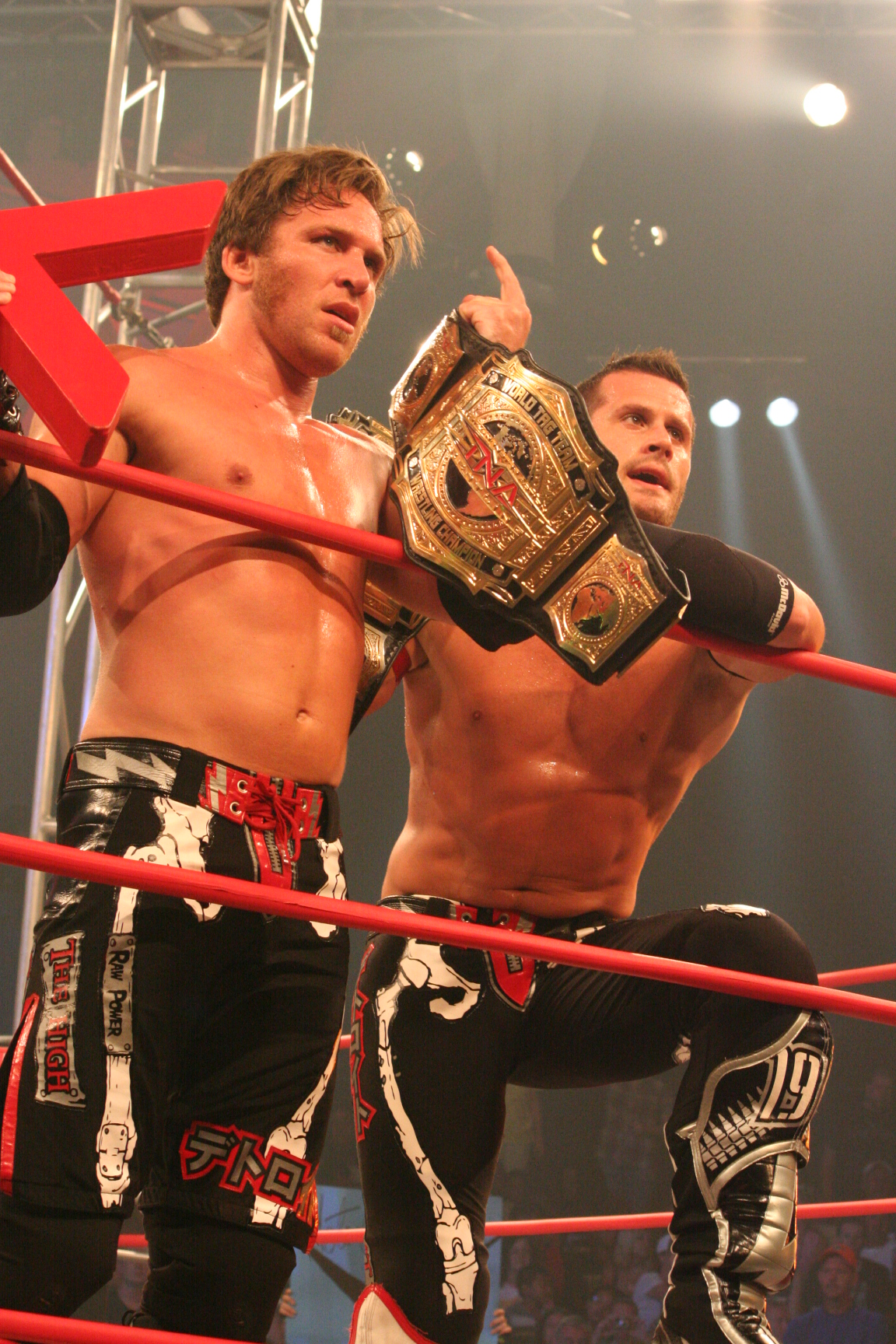
Sabin junto a Alex Shelley como Campeones Mundiales en Parejas de la TNA, después de derrotar a Beer Money, Inc. en un Ultimate X Match.

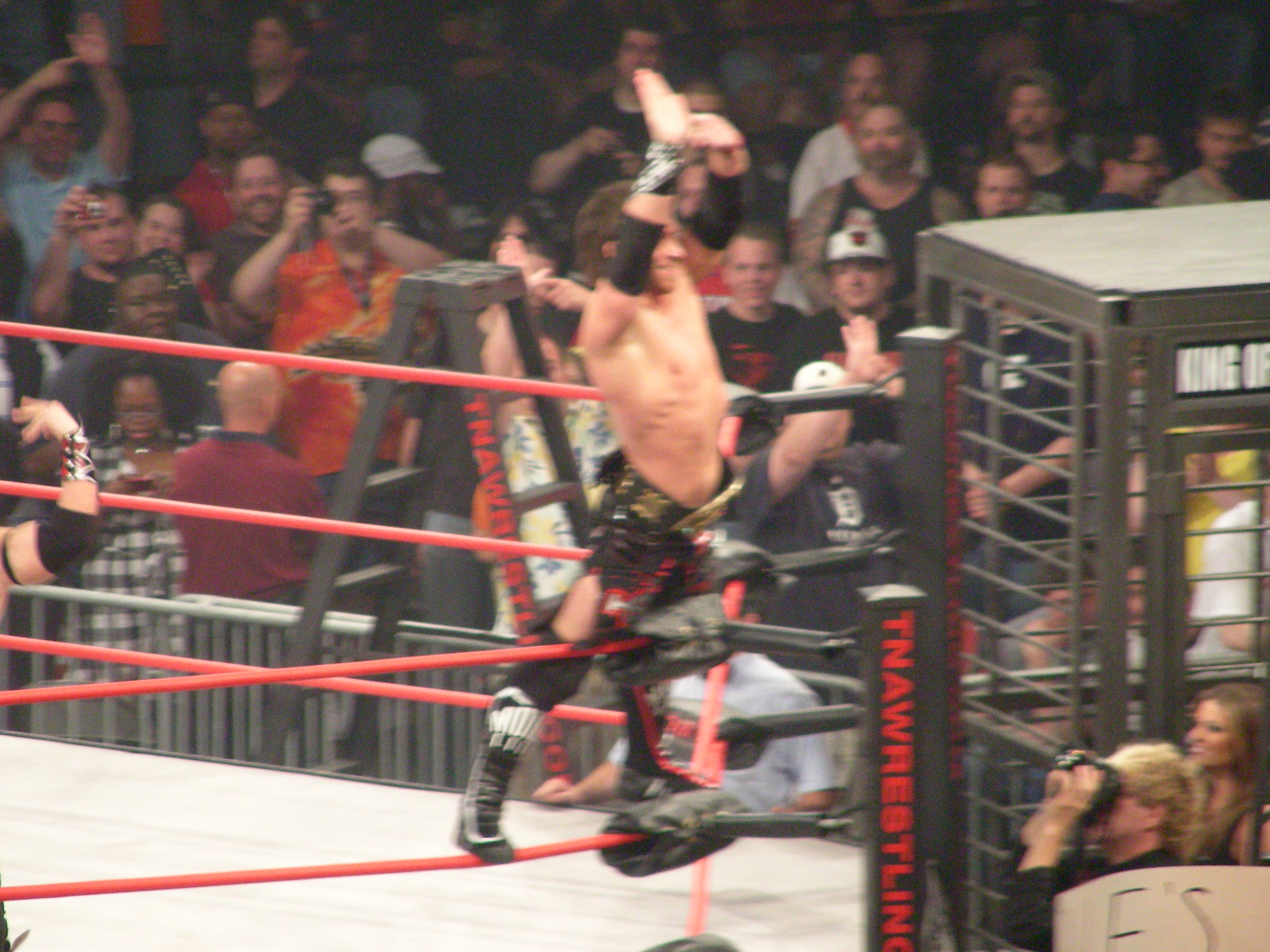
Sabin como Campeón Peso Pesado Junior en Parejas de la IWGP.

  - WWE Tag Team Championship (1 vez) —– con Alex Shelley
- All American Wrestling
  - AAW Tag Team Championship (1 vez)
- All Japan Pro Wrestling
  - AJPW Junior League (2007)
- Blue Water Championship Wrestling
  - BWCW Cruiserweight Championship (1 vez)
- Border City Wrestling
  - BCW Can-Am Television Championship (2 veces)
- Full Impact Wrestling
  - FIW American Heavyweight Championship (1 vez)
- Great Lakes All-Pro Wrestling
  - GLAPW Junior Heavyweight Championship (1 vez)
- International Wrestling Cartel
  - IWC Super Indy Championship (1 vez)
  - IWC Super Indy Tournament winner (2004)
- Maryland Championship Wrestling
  - MCW Cruiserweight Championship (2 veces)
- Maximum Pro Wrestling
  - MXPW Cruiserweight Championship (2 veces)
  - MXPW Television Championship (1 vez)
- Michigan Wrestling League

- MWL Light Heavyweight Champion (1 vez)

- NWA Florida
  - Jeff Peterson Memorial Cup (2005)
- NWA Great Lakes
  - NWA Great Lakes Heavyweight Championship (1 vez)
  - NWA Great Lakes Junior Heavyweight Championship (1 vez)
- New Japan Pro Wrestling
  - IWGP Junior Heavyweight Tag Team Championship (1 vez) – con Alex Shelley
  - STRONG Openweight Tag Team Championship (1 vez) – con Alex Shelley
- Ontario Championship Wrestling
  - OCW Tag Team Championship (1 vez)
- Pro Wrestling ZERO1-MAX
  - NWA International Lightweight Tag Team Championship (1 vez) – con Alex Shelley
- Ring of Honor
  - ROH World Tag Team Championship (1 vez) – con Alex Shelley
- Total Nonstop Action Wrestling/Impact Wrestling
  - TNA World Heavyweight Championship (1 vez)
  - TNA/Impact X Division Championship (10 veces, actual – récord)[35]
  - TNA/Impact World Tag Team Championship (3 veces) - con Alex Shelley
  - TNA Super X Cup (2003)
  - World X Cup 2004
  - World X Cup 2006
  - Triple Crown Championship (1 vez, sexto)
  - TNA/IMPACT Year End Awards (4 veces)
    - Match of the Year (2003) vs. Frankie Kazarian & Michael Shane, 20 de agosto de 2003[36]
    - Memorable Moment of the Year (2003) The first Ultimate X match[36]
    - Tag Team of the Year (2007) con Alex Shelley[37]
    - Moment of the Year (2020) – Motor City Machine Guns' return to Impact at Slammiversary, shared with the other returns and debuts that night[38]

- World Wrestling All-Stars
  - WWA International Cruiserweight Championship (1 vez)

- Xtreme Intense Championship Wrestling
  - XICW Tag Team Championship (1 vez) – con Truth Martini

- Pro Wrestling Illustrated
  - Equipo del año (2010) con Alex Shelley (Motor City Machine Guns)[39]
  - Situado en el N°435 en los PWI 500 de 2002[40]
  - Situado en el N°146 en los PWI 500 de 2003[41]
  - Situado en el N°32 en los PWI 500 de 2004[42]
  - Situado en el N°69 en los PWI 500 de 2005[43]
  - Situado en el N°107 en los PWI 500 de 2006[44]
  - Situado en el N°28 en los PWI 500 de 2007[45]
  - Situado en el Nº69 en los PWI 500 de 2008[46]
  - Situado en el Nº52 en los PWI 500 de 2009[47]
  - Situado en el Nº95 en los PWI 500 de 2010[48]
- Wrestling Observer Newsletter
  - Situado en el Nº9 del WON Mejor pareja de la década (2000–2009), con Alex Shelley[49]